# Acanthodromiinae
Acanthodromiinae is een onderfamilie van kreeftachtigen uit de klasse van de Malacostraca (hogere kreeftachtigen).

## Geslacht
- Acanthodromia A. Milne-Edwards, 1880